# Campiña de Jerez
Die Campiña de Jerez ist eine Comarca in der spanischen Provinz Cádiz. Sie wurde, wie alle Comarcas in der Autonomen Gemeinschaft Andalusien, mit Wirkung zum 28. März 2003 eingerichtet.

## Geographie
| Costa Noroeste de Cádiz | Provinz Sevilla                             |                 |
|                         | Kompassrose, die auf Nachbargemeinden zeigt | Sierra de Cádiz |
| Bahía de Cádiz          | La Janda                                    |                 |

Die Comarca liegt am Guadalete in den Montes de Propio und teilweise im Naturpark Los Alcornocales.

## Gemeinden
Beide Gemeinden der Comarca bilden auch die Mancomunidad de Municipios Bahía de Cádiz und sind Teil der Metropolregion Bahía de Cádiz-Jerez.
| Gemeinde                 | Einwohner (2024) | Fläche km² | Dichte Einw./km² | Cod INE | Postleitzahl  |
| ------------------------ | ---------------- | ---------- | ---------------- | ------- | ------------- |
| Jerez de la Frontera     | 213.688          | 1.188,31   | 180              | 11020   | 11401 – 11409 |
| San José del Valle       | 4.472            | 223,87     | 20               | 11902   | 11580         |
| Comarca Campiña de Jerez | 218.160          | 1.412,18   | 154              | –       | –             |

## Wirtschaft
Wichtigster Wirtschaftszweig ist die Landwirtschaft. Neben Wein im Dreieck Jerez de la Frontera-Sanlúcar de Barrameda-El Puerto de Santa María werden auch Baumwolle und Rote Rüben angebaut.

## Galerie

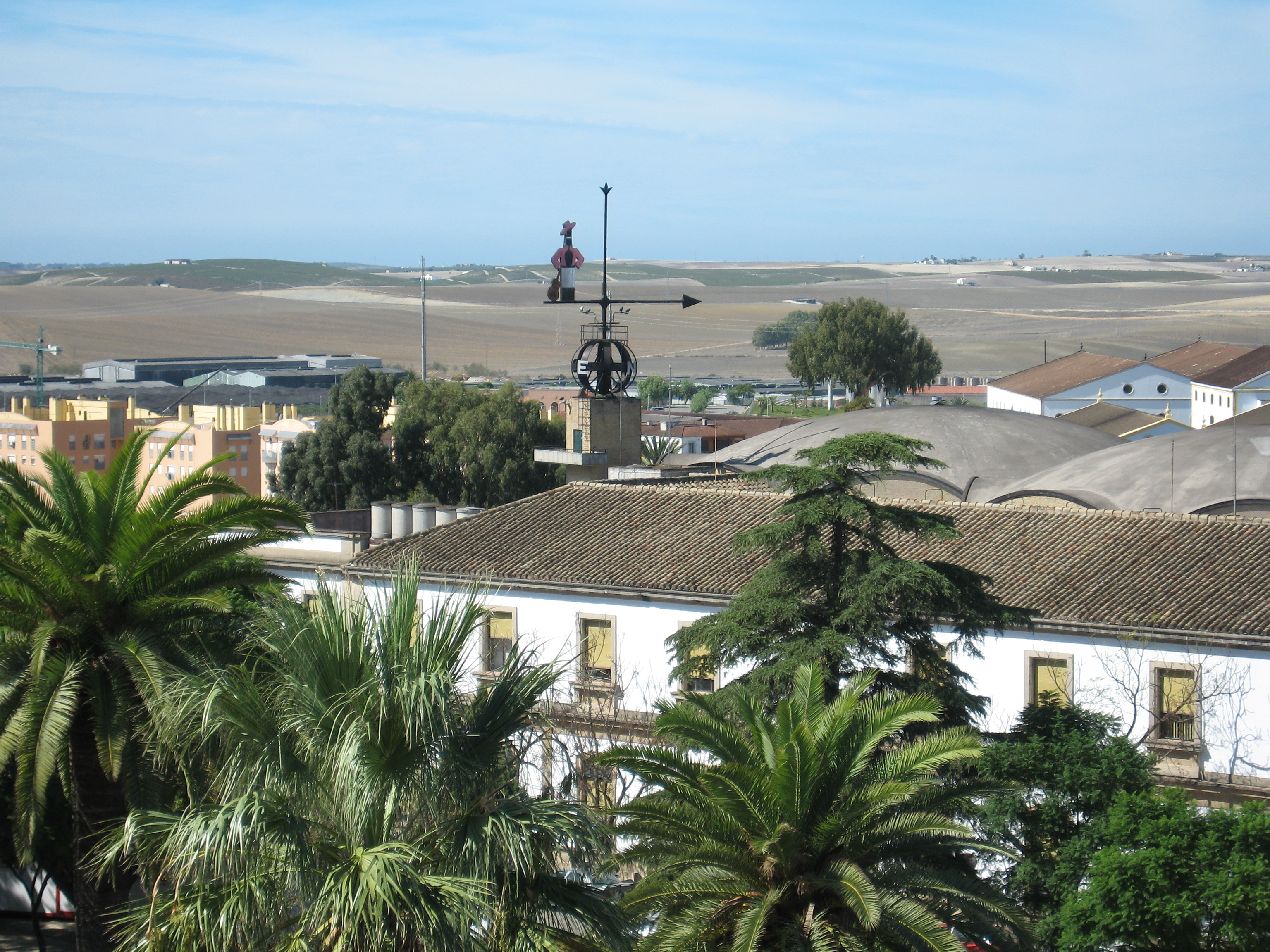
Die Campiña de Jerez
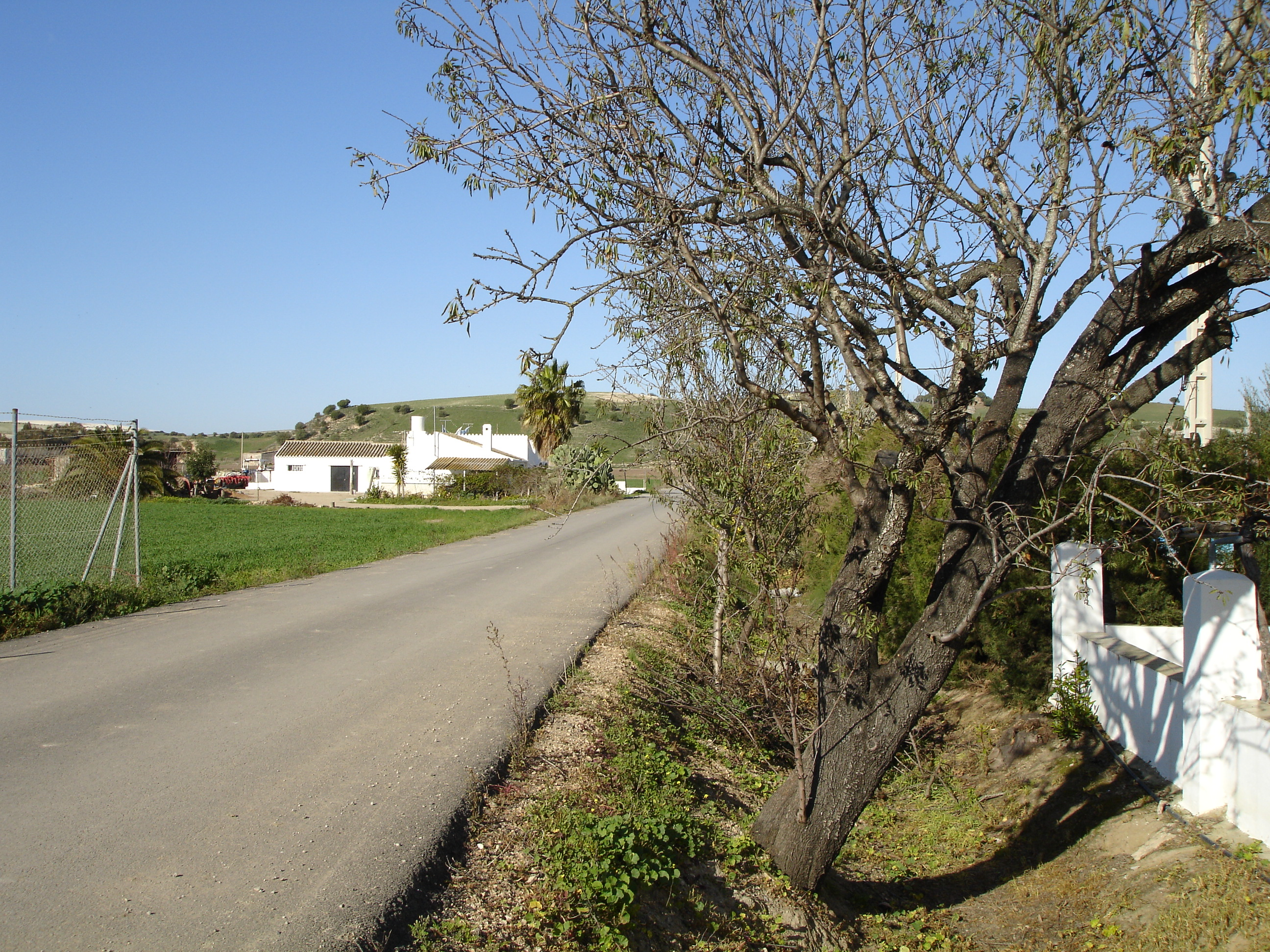
La Greduela
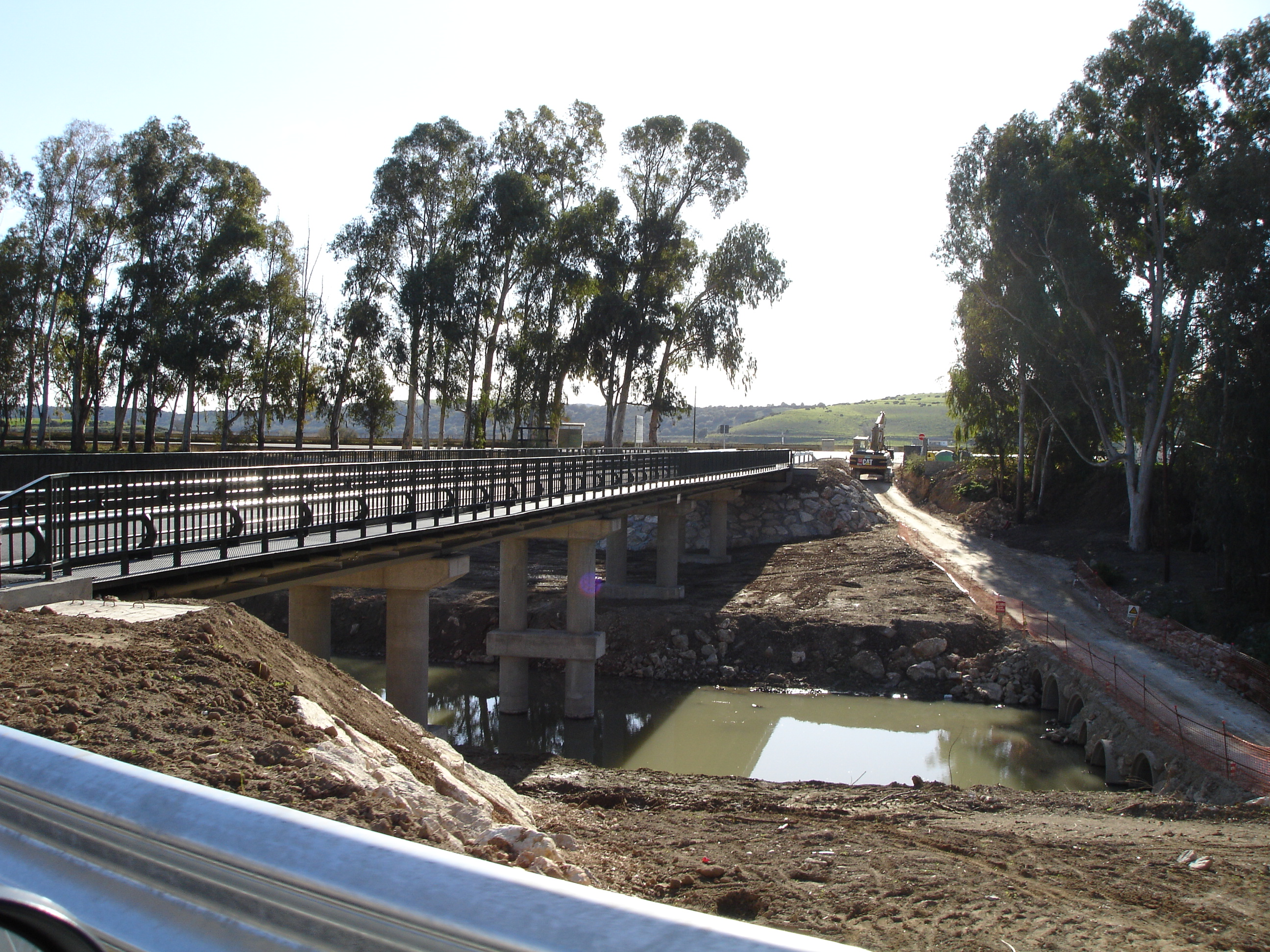
Brückenneubau bei La Greduela